# Ineke van IJken
Ineke van IJken (Eembrugge, 1945) is een Nederlandse voormalig wielrenster. In 1965 werd ze in Zandvoort de eerste officiële Nederlands kampioene op de weg.In het door de Nederlandse Dames Wieler Club georganiseerd NK van 1964 kwam Van IJken als tweede over de streep, maar doordat de winnares Hennie Hondeveld geen lid was van de Nederlandse Dames Wieler Club werd Van IJken als kampioene gehuldigd.
Van IJken nam deel aan de Wereldkampioenschappen wielrennen van 1965 en 1966 waar ze respectievelijk 20e en 36e werd.
1. ↑  55 jaar geleden: Ineke van IJken wordt de eerste Nederlandse wielerkampioene bij de dames 19 juni 2020. Gearchiveerd op 24 januari 2021.